# Altamira (municipalité, Tamaulipas)
Pour les articles homonymes, voir Altamira (homonymie).
La municipalité d'Altamira est l'une des 43 municipalités de l'État de Tamaulipas, et est située dans la partie sud de cet État. Établie au bord du golfe du Mexique, dans sa plaine côtière, elle appartient au bassin versant du fleuve Río Pánuco. Son chef-lieu est la ville éponyme d'Altamira, qui se situe dans la périphérie nord de la ville de Tampico. Elle fait partie de la "Zona metropolitana de Tampico", aire urbaine qui regroupe autour de la ville de Tampico les municipalités faisant partie de sa sphère d'influence. Elle dépend de la région Sur, qui est une des 6 subdivisions administratives de l'État de Tamaulipas.

## Géographie

Bassin inférieur du Río Pánuco

Le territoire de la municipalité d'Altamira s'étend d'ouest en est le long de la rivière Río Tamesí, important affluent de rive gauche du fleuve Río Pánuco. Sur la rive nord de cette rivière se trouvent de nombreux lacs la longeant, parmi lesquels les lacs Josecito et Champayán, le plus vaste. La municipalité est traversée par de nombreux affluents du Río Tamesí, tandis qu'un fleuve côtier, le Río Barberena, la borde au nord. Établie dans la plaine côtière du golfe du Mexique, la municipalité a une altitude moyenne de 26 mètres. Son chef-lieu, la ville éponyme d'Altamira, se trouve dans la partie sud de son territoire, sur la rive nord du lac Champayán. Une autre ville importante est à signaler, celle de Miramar, qui est la plus peuplée de la municipalité, et se trouve dans le sud de son territoire, accolée au nord à la ville de Tampico. Ce territoire couvre une superficie de 1 666,53 km², et était peuplé en 2020 de 269 790 habitants.
Cette municipalité fait partie de la Zona metropolitana de Tampico (es), regroupant, dans l'État de Tamaulipas, les municipalités de Tampico, Altamira et Ciudad Madero, et dans l'État de Veracruz celles de Pueblo Viejo et de Pánuco, pour une population totale de 927 379 habitants.
Elle fait aussi partie de la région Sur, qui est une des 6 subdivisions administratives de l'État de Tamaulipas, et regroupe les municipalités d'Aldama, d'Altamira, de Ciudad Madero, de González et de Tampico.
Elle est limitrophe au nord de celle d'Aldama, à l'ouest de celle de González, au sud, dans l'État de Veracruz de celle de Pánuco, puis à nouveau dans l'État de Tamaulipas, de celles de Tampico et de Ciudad Madero.

## Composition et démographie
La municipalité était composée en 2010 de 545 localités.
| Localité               | Population |
| ---------------------- | ---------- |
| Miramar                | 82 079     |
| Altamira               | 50 896     |
| Cuauhtémoc             | 5 496      |
| Felipe Carrillo Puerto | 5 229      |

En plus de l'espagnol, plusieurs langues amérindiennes sont parlées dans la municipalité, dont les principales sont par ordre d'importance : le nahuatl et le huastèque, et dans une moindre mesure le zapotèque, le totonaque et le Tzotzil.

## Histoire
Dans le cadre de la de la conquête et de la colonisation de la nouvelle province de Nouvelle-Santander entre 1748 et 1755, la ville d'Altamira est fondée le 2 mai 1749, en l'honneur de Juan Rodriguez de Albuerne, marquis d'Altamira, par José de Escandón, comte de Sierra Gorda, sous le patronage de Notre-Dame du Caldas.
Le premier maire de la ville fut le capitaine Juan Perez.
Le 27 octobre 1828, le premier Congrès du gouvernement indépendant de Tamaulipas modifie par décret le nom de la ville en l'honneur de l'insurgé Fray Juan Villerías; cependant, le nom Villeríase ne s'est jamais imposé et c'est le nom d'origine, Altamira, qui a continué de prévaloir.
Durant la Révolution mexicaine, en 1913, les troupes du général Pablo González prennent Altamira, en délogeant celles de Victoriano Huerta.

## Économie
La municipalité possède le port artificiel d'Altamira, creusé face au golfe du Mexique, au nord-nord de la ville de même nom, hors de son territoire. Ce port, couplé à ceux de Tampico et de Ciudad Madero, regroupe les infrastructures portuaires de la région Sur de l'État de Tamaulipas dans un même espace de conurbation. Ce port comprend un corridor pétrochimique, un parc industriel de plus de 9000 hectares, et des infrastructures portuaires. En retrait du port se trouvent deux centrales thermo-électriques.
Il existe également un important secteur industriel, centré principalement sur la pétrochimie, qui génère des emplois dans la région et des revenus fiscaux. Parmi les entreprises installées dans la municipalité, on peut citer DuPont, SABIC, BASF et POSCO.

## Transports
La municipalité est desservie par l'Aéroport international de Tampico, situé au nord de la ville de Tampico, et au sud de celle d'Altamira.